# 白色恐怖
白色恐怖（英語：White Terror）一般是指近代歷史上大規模國家機器肅清左派、共產主义勢力或親共勢力的團體或人員的行動。主要由右派政府、保守派或民族主義團體針對左派人士、社會主義者、革命者、共產黨黨員或其他反對者所施行的肅清，故有時又稱為反左恐怖手段。與之相反的則是紅色恐怖，一般是指共產黨政府對反共人士、異議人士、反對者的肅清和殺戮。
「白色恐怖」一詞起源於法國大革命時期，當時進行大規模鎮壓、槍殺革命黨與革命份子的恐怖統治時期稱之為「白色恐怖」。另一說則是法蘭西第三共和國政府軍與巴黎公社政權對抗時，公社以紅色為代表色；政府軍以白色為代表色。法國政府軍以鎮壓行動懲治公社，是為「白色恐怖」。

## 現代定義
「白色恐怖」常與轉型正義相提並論，但實際上轉型正義的基礎在歷史真相，不可一概而論。
在現代則於俄國革命時期的俄國共產黨廣為宣傳使用。在帝俄時代，白色是沙俄帝國皇室的代表顏色，沙皇常被冠以「白色沙皇」之稱，白色并無任何貶義色彩。在西元1917年后的俄國內戰中，反共的俄國「白軍」與俄共布爾什維克的「紅軍」相對，遂使用「白色恐怖」一詞來形容白軍的殘暴。後來，芬蘭、美國等國反對蘇聯共產黨勢力擴張的行為，有一部份被稱為「白色恐怖」。
中国共产党官方觀點使用「白色恐怖」一詞來形容由軍統和中統執行的打擊中共勢力的隱密行動，包括暗殺、暴力鎮壓及逮捕共产党员等，中共亦將這些中華民國政府控制區域稱為“白區”，將共產黨控制區域稱為“紅區”。
在台灣，「白色恐怖」一詞大多用來稱呼遷到台灣的中華民國政府在1950年代至1980年代在臺灣實施戒嚴令，及為了防止共產勢力在臺灣滲透與擴散，制定《懲治叛亂條例》，結果造成警總打壓或限制人民政治活動，造成冤死或冤獄。直到1991年5月9日法務部調查局幹員在未知會清華大學校方的情況下，進入校園拘提研究生廖偉程，引發劇烈反彈。同年5月17日時立法院通過廢除《懲治叛亂條例》。1998年立法院通過補償條例，成立白色恐怖補償基金會。十五年間補償10,067件(死刑809人，最多人數是感化(訓)教育)，包括:七一三事件、孫立人部屬郭廷亮、柏楊、李敖、雷震、美麗島事件(除了林義雄可能因林宅血案未破堅持不領補償金)等。仍有約1500名受難者未提出申請。(詳情可參照臺灣白色恐怖時期)

## 政治分類
也有人主張資本主義勢力（商界、財閥和反共產主義者）發動的迫害是白色恐怖，共產黨發動的迫害是紅色恐怖，如蘇維埃政權為懲治反對勢力，決定實行紅色恐怖，把反對勢力的對抗行為稱之為白色恐怖。中共毛澤東武裝革命的紅色恐怖和蔣中正實行清除共產勢力的白色恐怖亦是一例。台灣1950年代的紅色革命有白色恐怖與之對抗。
歷史學者認為在世界各國發生的白色恐怖是在20世紀中期（1950年代和1960年代）美蘇冷戰的局勢下，反共國家出現的反擊共產勢力的過度行為，當中不少獲美國支持的反共國家以反共名義長期維持獨裁高壓統治，打壓政治異見。

## 概念的來源
1870年，由於普法戰爭的爆發，法蘭西第二帝國（1852年-1870年）的拿破崙三世被俘，法蘭西第三共和國（1870年-1940年）宣佈成立。然而，新的“共和”政府不但對抵禦普魯士軍隊的入侵採取消極態度，而且還相繼鎮壓了巴黎人民西元1870年10月31日和西元1871年1月22日的兩次起義。
1871年3月28日，身為「工人階級實質上政府」的「巴黎公社」正式成立，而法國政府軍在普魯士軍隊的幫助下，對巴黎公社成員發動攻擊。「公社成員也群起反抗。因為一時找不到代表公社的旗幟，公社裡的一名女工於是從自己身上的紅裙，撕下一塊紅布，作為公社的標誌。從此以後，紅色便引用為一切進步熱情、反抗不義的階級解放之符號。與此相對，代表反動、保守的勢力，便是『白色』，而由其發動的一切恐怖鎮壓行動，就是所謂『白色恐怖』」。
與恐怖主義涵義區別，是指「意在全體居民中散佈恐嚇、驚慌和毀滅的一系列行為」。它的施暴量往往不成比例，表面上是任意的、蓄意的象徵性行動，意在「殺一儆百」。而「白色恐怖」一詞，通常意味著擁有政權的統治者，運用國家機器中的直接暴力手段，針對反抗現有體制的革命或革新勢力，所進行的超越正常制度的摧毀行為。「白色」原本指的是法國波旁王朝的徽章——“白百合”，亦表示它保守、反動的政權特征性格。。

## 各地情況

### 法國
法國大革命後，法國長期處於政治混亂。保皇黨和共和黨派長期進行鬥爭。保皇黨長期打擊共和黨派人士。1870年，由於普法戰爭的爆發，法蘭西第二帝國（1852年－1870年）的拿破崙三世被俘，法蘭西第三共和國（1870年－1940年）宣佈成立，第二帝國滅亡。新的共和政府所徵招的士兵素質較低無法抵禦普魯士軍隊的入侵，在停戰後相繼鎮壓了巴黎人民1870年10月31日和1871年1月22日的兩次起義。
1871年3月28日，身為「工人階級實質上政府」的「巴黎公社」正式成立，而政府軍對公社成員發動攻擊。「公社成員也群起反抗。因為一時找不到代表公社的旗幟，公社裡的一名女工於是從自己身上的紅裙，撕下一塊紅布，作為公社的標誌。從此以後，紅色便引用為一切進步熱情、反抗不義的階級解放之符號。與此相對，代表反動、保守的勢力，便是『白色』，而由其發動的一切恐怖鎮壓行動，就是所謂『白色恐怖』」。

### 匈牙利
匈牙利在1918年脫離奧匈帝國，但匈牙利並未因此走向民主共和，而是維持名義上的君主制。匈牙利王國雖然號稱是王國，但王位始終處於空缺狀態。在1919年擊潰匈牙利蘇維埃共和國的霍爾蒂·米克洛什擔任攝政職位直到1944年，是國家的實際統治者。霍爾蒂實行法西斯獨裁統治，鎮壓異己和民主人士。

### 保加利亚
1923年9月由保加利亞共產黨發起的九月起義武裝叛亂，企圖推翻亚历山大·赞科夫的新政府。除了共產黨员之外，起義也得到農民和無政府主義者的支持。起義的目標是保加利亞“建立農民工政府”，而不是將國家的社會經濟制度轉變為共產主義。這場起義最後被殘酷地鎮壓下來。

### 納粹德國
西元1933年1月30日，納粹黨黨魁阿道夫·希特勒就任德國總理，2月27日晚上，發生國會縱火案，希特勒指控德國共產黨為縱火者，下令逮捕德國共產黨、社會民主黨、工會領袖以及一切反納粹的人士。自此，整個德國籠罩在一片白色恐怖的氛圍中。
1939年9月初，第二次世界大戰爆發後，納粹德國以迅雷不及掩耳的速度佔領奧地利、捷克、波蘭、丹麥、挪威、荷蘭、比利時、盧森堡以及法國等。納粹在歐洲佔領區實施一系列屠殺整肅等暴行，被稱為白色恐怖。
納粹戰敗後，盟軍對德國進行去納粹化等轉型正義的工作。德國的白色恐怖才宣告結束。

### 西班牙
西班牙內戰期間（1936年7月17日－1939年4月1日）國民軍的一系列強姦與暴力行為，和弗朗西斯科·佛朗哥將軍之後的長達三十六年的法西斯獨裁統治（1939年4月1日－1975年11月20日），在西班牙被稱為白色恐怖。在佛朗哥死後，西班牙展開民主改革後才逐漸結束。

### 葡萄牙
新國家時期

### 希腊
希臘王國鎮壓希臘人民解放軍的暴動以及之後延伸擴大的希臘內戰戰事所波及到無辜群眾的事件。

### 義大利
義大利王國法西斯時期和義大利社會共和國

### 美国
第二次世界大戰之後，苏修社会帝国主义逐漸蔓延整個世界，共產主義陣營和資本主義陣營的冷戰由此開始。
在美國，共和黨參議員麥卡錫發動一場清除美國國內共產主義者的運動，稱為“麥卡錫主義”。期間，很多著名好萊塢藝術家、作家等因為表示對共產主義的同情，被反共勢力批判。
麥卡錫於其任职期间，高調宣揚共产党侵入政府和舆论界的危機，促使成立“非美调查委员会”，在文艺界和政府部门煽动人们互相揭发，许多著名人士如演員查理·卓别林和原子弹之父－罗伯特·奥本海默等都受到迫害，被指控为向苏联透露机密和为苏联充当间谍。1953年6月19日科学家朱利叶斯与艾瑟尔·罗森堡夫妇为此被判上电椅死刑，造成了美國的白色恐怖。根据20世纪末解密的文件，其时控制演员工会的里根也起了推波助澜的作用，并威胁迪士尼也揭发迫害部分演员。
1950年2月，麥卡錫公开指责有205名共产党人混入美国国务院，但沒有提供任何具体姓名。1953年德怀特·艾森豪威尔担任总统，麦卡锡和共和党领导層决裂。1954年，他指控军队和政府官员从事颠覆活动，为此举行了长达36天的听证会，同时向全国进行电视直播。美国国内外的舆论开始指责他是“蛊惑民心的煽动家”，11月中期选举，共和党失去参议院的多数，麦卡锡后被免去非美调查委员会主席的职务。12月2日参议院以67票对22票通过决议，正式谴责麦卡锡“违反参议院传统”的行为。从而结束了麦卡锡时代。
美國國內的白色恐怖在法律上並非麥卡錫一人唱獨角戲，1940年美國國會通過「外僑登記法」，凡宣傳以暴力推翻美國政府者，或以此目的成立組織或印宣傳品者，可判刑二十年，旨在煽動顛覆政權的美國共產黨或和其有連絡者因此被大量迫害；二戰後1950年美國通過「國內安全法」，禁止共產黨擔任公職或工會人員，也不能取得出國護照，1954年美國通過共產黨活動管制法，直接宣布共產黨不受法律保護，完全違背美國憲法言論自由思想自由的規定，到1961年約翰·甘迺迪當總統之後這法律才縮小解釋或修改。

### 中華民國

#### 大陸時期
1927年4月12日，北伐军總司令蒋中正在上海以“清党”为由，发动四一二事件，造成國民黨內的分裂，蔣中正藉此在南京成立國民政府。其间对中国共产党及国民党左派进行對抗與打擊，中共官方觀點稱之為白色恐怖時期。
相關案例
- 1931年中国国民党左派人士邓演达被处决。
- 1936年的七君子事件。
- 1949年的成都十二桥惨案和重庆一一·二七大屠杀

#### 臺灣時期
1949年5月20日，臺灣省主席兼臺灣省警總司令陳誠頒布臺灣省戒嚴令，持續到1987年7月15日總統蔣經國宣布解除戒嚴令為止。
2017年12月6日，促進轉型正義條例三讀通過。

### 中华人民共和国
於文化大革命的時期，白色恐怖一詞也被中共中央主席毛澤東用來打擊其他黨內「走資派」政治人物如劉少奇和鄧小平。毛泽东在誊清稿上修订後加标题，由当日会议印发。文中说：“五十多天裡，从中央到地方的某些领导同志站在反动的资产阶级立场上，实行资产阶级专政，将无产阶级轰轰烈烈的文化大革命打下去，颠倒是非，混淆黑白，围剿革命派，压制不同意见，实行白色恐怖，自以为得意，长资产阶级的威风，灭无产阶级的志气，又何其毒也！”

#### 香港
香港教育局副局長蔡若蓮的長子潘匡仁於2017年9月7日不幸身故後，香港教育大學的民主牆被校內學生張貼「恭喜蔡匪若蓮之子魂歸西天」的大字報，由於字句冷血及帶有侮辱性，引起公眾嘩然，行政長官林鄭月娥及教育局局長楊潤雄都強烈譴責，在社會各界龐大壓力下，教大校方當晚就聲言要翻查閉路電視追查張貼者，教大學生會認為是校方製造「白色恐怖」。教大學生會指大字報的語句雖然涼薄但並不違法，校方應尊重自由發表意見的權利，並指校方翻查閉路電視是要向同學施壓，拑制言論自由，阻止同學自由發表意見，及後由校方管理的閉路電視片段流出，令張貼同學的容貌曝光，學生會認為是侵犯私隱及對張貼同學進行文革式批鬥，進一步激化香港教育大學涼薄大字報事件。

#### 澳門
1989年，中國大陸發生八九民運，澳門有多個團體發起遊行、籌款和收集簽名和絕食以聲援北京學運，當中包括最早回應民運的組織為「東大學生關注北京學運小組」，以及由民主派人士區錦新、吳國昌以及數十位人士組成的論政團體「民主沙龍」。六四事件發生後，澳門各界發動大規模示威遊行，其中有十多萬至二十萬人參與，佔當時澳門人口的一半，是澳門歷史上規模最大的遊行，「民主沙龍」後來改組為「聲援中國學運聯委會」，其後再易名為澳門民主發展聯委會（簡稱民聯會）至今。
六四事件過後，中國政府秋後算賬，澳門陷入一片白色恐怖中，兩個高調爭取平反「六四」的組織被暴力襲擊，當中「東大學生關注北京學運小組」在負責人聶國瑞遭人以玻璃瓶襲擊頭部後宣佈解散，而民聯會的成員則因職業威脅、家庭壓力、經濟封鎖和暴力襲擊而四散，當時任職中國銀行經理的吳國昌受壓辭職，在青洲小學任教的區錦新也被解僱，後來更被人用木棍扑頭，民聯會除了區錦新和吳國昌以外的成員大多離去。後來二人先後從政，透過直接選舉進入立法會，直到現在兩人仍然堅持舉辦六四悼念集會。
在1990年代針對民主派的打壓行動中，有部分堅持平反「六四」和抗議警方濫權的人被清算，由於澳門當時親共勢力已控制澳門社會，故可輕而易舉地打壓反對者，被打壓人士的處境有突然失業、做生意的突然被斷供貨、舖位被收回、銀行戶口被凍結等情況發生，同時面對著暴力威脅，有被暴力襲擊的人報警後於事無補，也沒有記者願意報道。他們部分人最後妻離子散甚至露宿街頭。

### 日本
帝國時期

### 大韓民國
韓國在過去的數十年來，不論是李承晚、朴正熙或是全斗煥，獨裁政府都會透過給予警察至高的權力，以推進對全國民眾生活的全方位監控，大量的警察資源都投放在情報工作上，收集一切被懷疑存在反政府傾向的學生、工人與異見份子的資訊，更使用極其暴力的手段與民眾進行衝突。最令人髮指的是警察能夠在不合理的條件下非法拘留與毒打學生與民運人士代表，甚至將他們拘留並無止境的禁錮在監獄裡，在監獄外的受難者家屬及朋友對他們的生死音訊全無，只能每天向上帝禱告，祈求他們可以安全回家。
當年的韓國獨裁政府，為了鞏固其政權命脈，不惜借北韓對韓國政權的即時威脅感，以妖魔化一切與爭取民主有關的社會運動，與當中參與的民運份子，擁有親敵對政權北韓的不良意識，更視他們為鬧事暴力團體，是有意顛覆韓國政權，將會摧毀他們辛苦建成的家園再拱手讓人給北韓的朝鮮勞動黨員。這種論述，於整個獨裁年代透過韓國政府的「反共教育」與「輿論妖魔化機器」的推動，成為了深入民心的普遍意識。
除了透過指導教育與媒體針對民運份子，政府也會以法規合理化打壓行動。當時，韓國定立的「國家安全法」已給予政權享有無人匹敵的權力，可以肆無忌憚地當懷疑某人懷有推翻政權的傾向時，肆意捉拿並非法禁錮。另外，1960年代韓國政府曾經通過的「反共法」，更加可以指稱某人的言論帶有親共傾向，便可以以言入罪，可判入獄7年，並進行思想再教育。
曾經有一位農民，因為在酒後醉呼朴正熙政權的不是，結果便被控以「反共罪」，判入獄兩年。由於當時他是喝了韓國的農民米酒馬格利，酒醉而大罵政府，民間便改稱「反共法」為「馬格利法」，突出它的無所不在。
1980年代，只要藏有一本詩集，而那位詩人如果在南北韓分裂後居於北韓，政府便可以擁有足夠證據指控你犯下「反共法」。又或者，你跟一位被政權判定為親共的大學教授交談，政府也可以以「國安法」與「反共法」將你非法拘禁。那時，獨裁政府喜歡在夜深之時到達犯案者的住所，小心翼翼地為他們上手鉤，矇著他們眼睛，再把他們送至警察局的反共部門，或是一些不知名的地方內，進行無止境的毒打與逼供。警察向學生們一邊施以酷刑逼供，也會一邊跟他們威嚇說到，不論他們如何反抗最終也是徒然，因為警方操有他們生死命運的最後權力，姑勿論他們是真是假，警察早已斷定他們是親共份子，只要警察擁有合理懷疑，他們可以決定能否將他們置於死地。例如當年不少警察也會對一些懷疑的親共或支持民主的學生代表，施以酷刑毒打，當中不少學生因而被打死。結果為了隱瞞真相，他們經常向外界宣稱那些學生是親共人士，於北緯38線投奔北韓之際被軍人阻止，結果被亂槍射死。當然，他們死亡的真相，往往無人敢質疑，也無人知曉是否真實。總而言之，一切生殺與輿論權，盡在警方控制手上。
當然，警方不能每事也盡全力瞞天過海，就在1987年時，就讀漢城國立大學（現首爾國立大學）語言學系三年級的朴鍾哲，因在校內建立反政府組織被警察拘捕，後來被毒打至死。他的慘劇，卻呼喚著韓國數以十萬計的民眾感到忍無可忍，舉行悼念活動之餘，更連續數月舉行了無止境打倒全斗煥的民主運動，結果成功推翻了獨裁政府，換來了最終的政權變天
。

### 越南共和国
南越政權雖然只存在短短20年的時間，但幾乎全部處於獨裁統治和白色恐怖之下。在吳廷琰8年統治期間，重用特務機關，並以反共之名迫害異己，據估造成有5萬人死亡、7.5萬人遭監禁。

### 新加坡
1963年2月，尚未獨立的新加坡在李光耀帶領下，配合馬來亞及英國殖民政府發起大規模保安行動「冷藏行動」，拘捕及拘留至少133人，包括反對派重量級政客、新聞記者和編輯以及學生，外界普遍認為這次行動是針對共產主義者(社會主義陣線)，打壓反對新加坡和馬來亞合併的聲音。同年7月，李光耀在倫敦與馬來亞政府達成協議，新馬正式合併。合併後的馬來西亞聯邦政府與李光耀主導的新加坡自治邦政府採取行動，逮捕了新加坡的多名馬共高層。

### 南斯拉夫
二戰時南斯拉夫除了人民解放軍之外，還有克羅埃西亞的烏斯塔沙以及塞爾維亞民族主義支持的南斯拉夫祖國軍。一開始主力同為塞爾維亞人的民族解放軍與南斯拉夫祖國軍一同作戰，但不久即因理念不同而分道揚鑣。南斯拉夫祖國軍採行等待戰術，等待攻擊德國人的適當時機。期間他們經常採取民族主義的恐怖手段，加劇南斯拉夫內部的混亂。烏斯塔沙則是針對塞爾維亞、猶太人，以及許多少數民族進行種族清洗。
烏斯塔沙組織雖然達成了克羅埃西亞的獨立，但是烏斯塔沙政權卻同時殘酷地鎮壓塞爾維亞人、猶太人和吉普賽人，根據統計，烏斯塔沙建立超過十個集中營，殺害達九萬三千人；但是塞爾維亞人的切特尼克（一個名義上反納粹德國，實際上反共的民族組織）也殺害不少克羅埃西亞人，這都是導致南斯拉夫族群問題進一步惡化的歷史原因之一。
狄托採取雙叉式的策略，一方面為了爭取成為反法西斯同盟公認成員，對德國、義大利進行武裝作戰。一方面是要在大戰結束時成為戰勝的政治力量。在1943年後到大戰結束的這段期間，狄托的人民解放軍著手對抗祖國軍以及烏斯塔沙。

### 羅馬尼亞
揚·安東內斯庫執行白色恐怖政策，製造了多達40萬人的死亡，其中大部分受害者是貝薩拉班、烏克蘭和羅馬尼亞的猶太人以及羅馬尼亞人。大規模的屠殺包括敖德薩大屠殺、種族清洗以及有計劃性佔領了德涅斯特河流域等廣泛的戰爭犯罪過失。

## 外部連結
- 殃及2000萬人 美國白色恐怖內幕大曝光-萬維讀者網[永久]